# Пауки-пизауриды
Пауки-пизауриды, или пауки-бродяги (лат. Pisauridae) — семейство аранеоморфных пауков из надсемейства Lycosoidea. Насчитывают около 330 видов, объединяемых в 48 родов. Крупные пауки с длинными ногами, сходные с пауками-волками (в частности — расположением глаз в три ряда). Пауки-пизауриды не плетут ловчих сетей и охотятся либо активно разыскивая добычу в густой траве, либо сидя в засаде. Общеупотребительное название пауки-рыболовы связано со способностью многих представителей семейства скользить по поверхности воды подобно водомеркам.

## Размножение и развитие
Самки помещают яйца в паутинный кокон, который впоследствии носят, удерживая с помощью хелицер и педипальп. Незадолго до выхода нимф самка сплетает на растениях паутинное покрывало, внутри которого закрепляет кокон, предварительно прорвав его стенку для облегчения выхода потомства. Самка охраняет покрывало в течение нескольких дней, по истечении которых нимфы, дважды перелиняв, приступают к расселению.